# Slangenkruidnetwants
De slangenkruidnetwants (Dictyla echii) is een wants uit de familie netwantsen (Tingidae).

## Naam en indeling
De wetenschappelijke naam van de soort werd voor het eerst voorgesteld door Franz Paula von Schrank in 1782. Oorspronkelijk werd de wetenschappelijke naam Cimex echii gebruikt en later werd de naam Monanthia echii toegewezen.

## Uiterlijke kenmerken
De wants bereikt een lichaamslengte van 2,8 tot 3,2 millimeter en heeft altijd volledig ontwikkelde vleugels (macropteer). De lichaamskleur is bruin, het halsschild en de kop zijn donkerder. Op het halsschild zijn drie opstaande randen gelegen waarvan de middelste over de gehele lengte reikt en de twee buitenste tot halverwege het halsschild komen. Op de vleugels zijn donkere vlekken aanwezig. De nimfen zijn geheel zwart en de bovenzijde is bedekt met kleine stekeltjes.

## Verspreiding en habitat
De slangenkruidnetwants heeft een groot verspreidingsgebied en komt voor in delen van Europa, Azië en noordelijk Afrika. In Nederland is de soort te vinden in Noord- en Zuid-Holland en in delen van Limburg. Het habitat bestaat uit open delen van droge gebieden, de wants komt voor in lagere delen van de vegetatie.

## Voedsel
De slangenkruidnetwants is een herbivoor die plantensappen zuigt uit de bladeren van planten met behulp van de zuigsnuit. De belangrijkste waardplant is slangenkruid (Echium vulgare) maar ook wel andere planten worden bezocht; gewone ossentong (Anchusa officinalis), Anchusa strigosa, veldhondstong (Cynoglossum officinale), Echium glomeratum, Echium italicum, Echium plantagineum, Lycopsis arvensis, longkruid (Pulmonaria) en gewone smeerwortel (Symphytum officinale). Al deze planten behoren tot de ruwbladigenfamilie (Boraginaceae), waardoor de wants aangemerkt kan worden als oligofaag.

## Voortplanting
Er zijn twee tot drie generaties per jaar; zowel de volwassen dieren als de eieren kunnen overwinteren. De larven zijn van juni tot oktober te vinden op de waardplanten.